# Église Saint-Léger de Tannay
Pour les articles homonymes, voir Église Saint-Léger.
L'église Saint-Léger est une église catholique située à Tannay, en France.

## Localisation
L'église est située dans le département français de la Nièvre, sur la commune de Tannay.

## Historique
L'édifice est classé au titre des monuments historiques en 1840.

## Trésor
Un tableau du peintre Amédée Jullien (1819-1887) au-dessus des fonts baptismaux :  Baptême du Christ.